# Powell (Texas)
Powell es un pueblo ubicado en el condado de Navarro en el estado estadounidense de Texas. En el Censo de 2010 tenía una población de 136 habitantes y una densidad poblacional de 43,4 personas por km².

## Geografía
Powell se encuentra ubicado en las coordenadas 32°6′38″N 96°19′21″O / 32.11056, -96.32250. Según la Oficina del Censo de los Estados Unidos, Powell tiene una superficie total de 3.13 km², de la cual 3.13 km² corresponden a tierra firme y (0%) 0 km² es agua.

## Demografía
Según el censo de 2010, había 136 personas residiendo en Powell. La densidad de población era de 43,4 hab./km². De los 136 habitantes, Powell estaba compuesto por el 69.12% blancos, el 27.21% eran afroamericanos, el 0% eran amerindios, el 0% eran asiáticos, el 0% eran isleños del Pacífico, el 2.21% eran de otras razas y el 1.47% pertenecían a dos o más razas. Del total de la población el 4.41% eran hispanos o latinos de cualquier raza.